# Henry López Cantorín
Henry Fernando López Cantorín es un contador público y político peruano. Ocupó el cargo de alcalde provincial de Huancayo, Perú, entre enero y agosto del 2019.  El 5 de agosto de 2019 fue condenado en primera instancia a cuatro años y ocho meses de prisión efectiva por la comisión de delitos de negociación incompatible y aprovechamiento del cargo. Esta sentencia de ejecución inmediata ha sido apelada y López se encuentra en la clandestinidad.

## Biografía
Nació en la ciudad de Huancayo el 8 de octubre de 1980. Cursó sus estudios primarios en las instituciones educativas Andrés Avelino Cáceres y José Carlos Mariátegui y los secundarios en el Politécnico Regional del Centro, todos ubicados en la ciudad de Huancayo. En 1998 inició sus estudios de contabilidad en la Universidad Nacional del Centro del Perú, obteniendo el título de contador público en diciembre del 2002.
Su desarrollo profesional se dio principalmente en el ámbito público. Entre marzo del 2008 y octubre del 2009 ocupó el cargo de jefe de planificación y presupuesto de la Municipalidad Provincial de Chupaca, entre octubre del 2009 y marzo del 2010 fue asesor contable externo de la Municipalidad distrital de Santo Domingo de Acobamba en la provincia de Huancayo y, entre febrero y julio del 2010, realizó la misma labor para la Municipalidad distrital de Tres de Diciembre en la provincia de Chupaca. Desde 2011 hasta 2013 fue gerente general del Gobierno regional de Junín durante la primera gestión como gobernador regional de Vladimir Cerrón Rojas. En el año 2017 fue consultor de la Municipalidad Metropolitana de Lima.
Adicionalmente, entre el 2009 y el 2010 fue docente de la Universidad Continental y desde el año 2017 de la Universidad Nacional del Centro del Perú.

## Trayectoria política
Su carrera política se inició en el 2005 cuando se afilió al Partido Reconstrucción Democrática hasta el año 2007 cuando la inscripción de dicho partido fue cancelada. Ese mismo año fue fundador del Movimiento Político Regional Perú Libre en el que se mantuvo hasta el año 2013 cuando renunció al mismo. El año anterior se afilió al partido Perú Libertario y ocupó, desde febrero de 2012 hasta mayo de 2018, el cargo de secretario de ideología y política nacional y, desde mayo del 2018, el cargo de secretario de profesionales nacional.
En las elecciones del año 2010, militando en el Movimiento Político Perú Libre, se presentó como candidato accesitario al consejo regional de Junín. Dicha agrupación ganó las elecciones pero él no logró obtener representación. En las elecciones del año 2014, por el mismo movimiento, se presentó como candidato a la alcaldía provincial de Huancayo quedando en segundo lugar con el 22.52% de los votos tras Alcides Chamorro. Finalmente, en las elecciones del año 2018 obtuvo el triunfo al lograr el 36.56% de los votos de su circunscripción con el movimiento político regional Perú Libre.
Durante su gestión logró notoriedad por su propuesta de que Huancayo se convierta en una ciudad "libre de venezolanos" dentro del proceso de inmigración venezolana en el Perú. Esta propuesta le valió la crítica nacional por considerarla xenófoba.
El 5 de agosto de 2019, el quinto juzgado anticorrupción de la Corte Superior de Justicia de Junín lo condenó a cuatro años y ocho meses de prisión efectiva por el delito de negociación incompatible y aprovechamiento del cargo durante las obras de saneamiento de la ciudad de La Oroya en la provincia de Yauli, departamento de Junín. Adicionalmente se le condenó al pago de 850 mil soles como reparación civil y se ordenó su captura para su internamiento en el Centro Penitenciario de Huancayo. Esta sentencia ha sido apelada por su defensa mientras él se encuentra en la clandestinidad. El partido político Perú Libre, del que forma parte, emitió un comunicado sobre esta sentencia calificándola como "persecución política". Junto con López también fue condenado a la misma pena el Gobernador de Junín Vladimir Cerrón Rojas y otras dos personas más.
El 14 de agosto se aprobó el Acuerdo de Concejo Municipal N° 112-2019-MPH/CM que aprobó declarar la suspensión de Henry López del cargo de alcalde de Huancayo y encargar la alcaldía, con eficiencia anticipada desde el 6 de agosto de 2019, al primer regidor Juan Carlos Quispe Ledesma
A pesar de esta situación, miembros del Consejo Municipal de Huancayo afirmaban que López seguía ejerciendo el cargo en la clandestinidad. El 22 de febrero del 2022, el Ministerio Público allanó las oficinas de la Municipalidad Provincial de Huancayo en el marco de la investigación que se sigue contra la banda criminal "Los tiranos del centro" que estaría liderada por López e integrada por el alcalde en funciones Quispe Ledesma y que se dedicaba a cobrar cupos a comerciantes de la ciudad utilizando para ello a la Policía Municipal. Sobre estos funcionarios pende una resolución judicial de detención preliminar pero huyeron al haber sido alertados de este acto con anterioridad.